# Challenger de Belgrado 2021
El Belgrade Challenger 2021 fue un torneo de tenis perteneciente al ATP Challenger Tour 2021 y a la WTA 125K serie 2021 en la categoría Challenger 125 y WTA 125s. El torneo tuvo lugar en la ciudad de Belgrado (Serbia), desde el 12 hasta el 18 de abril de 2021 para los hombres y del 26 de julio hasta el 1 de agosto de 2021 para las mujeres sobre tierra batida.

## Cabezas de serie

### Individuales masculino
| Favorito | País                 | Jugador                 | Rank1 | Posición en el torneo |
| -------- | -------------------- | ----------------------- | ----- | --------------------- |
| 1        | Bandera de España    | Roberto Carballés Baena | 98    | CAMPEÓN               |
| 2        | Bandera de Argentina | Facundo Bagnis          | 104   | Cuartos de final      |
| 3        | Bandera de Colombia  | Daniel Elahi Galán      | 110   | Primera ronda         |
| 4        | Bandera de Alemania  | Philipp Kohlschreiber   | 112   | Segunda ronda         |
| 5        | Bandera de Argentina | Francisco Cerúndolo     | 114   | Primera ronda         |
| 6        | Bandera de Japón     | Taro Daniel             | 117   | Cuartos de final      |
| 7        | Bandera de Bolivia   | Hugo Dellien            | 121   | Segunda ronda         |
| 8        | Bandera de Francia   | Benjamin Bonzi          | 125   | Segunda ronda         |

- 1 Se ha tomado en cuenta el ranking del 5 de abril de 2021.

### Otros participantes
Los siguientes jugadores recibieron una invitación (wild card), por lo tanto ingresan directamente al cuadro principal (WC):
- Peđa Krstin
- Hamad Međedović
- Marko Miladinović

Los siguientes jugadores ingresan al cuadro principal tras disputar el cuadro clasificatorio (Q):
- Matthias Bachinger
- Elliot Benchetrit
- Alessandro Giannessi
- Marco Trungelliti

### Individuales femenino
| Tenista          | Ranking | Preclasificada |
| Anna Blinkova    | 83      | 1              |
| Arantxa Rus      | 85      | 2              |
| Varvara Gracheva | 89      | 3              |
| Andrea Petkovic  | 97      | 4              |
| Martina Trevisan | 102     | 5              |
| Kaja Juvan       | 107     | 6              |
| Irina Bara       | 116     | 7              |
| Viktoriya Tomova | 117     | 8              |

- Ranking del 19 de julio de 2021

### Dobles femenino
| Tenista                               | Ranking | Preclasificada |
| Natela Dzalamidze Oksana Kalashnikova | 251     | 1              |
| Olga Govortsova Lidziya Marozava      | 355     | 2              |
| Ulrikke Eikeri Panna Udvardy          | 378     | 3              |
| Estelle Cascino Camilla Rosatello     | 382     | 4              |

## Campeones

### Individual Masculino
- Roberto Carballés Baena derrotó en la final a  Damir Džumhur, 6–4, 7–5

### Dobles Masculino
- Guillermo Durán /  Andrés Molteni derrotaron en la final a  Tomislav Brkić /  Nikola Ćaćić, 6–4, 6–4

## Campeonas

### Individuales femeninos
Anna Schmiedlová derrotó en la final a  Arantxa Rus, 6–3, 6–3

### Dobles femenino
Olga Govortsova /  Lidziya Marozava derrotaron en la final a  Alena Fomina /  Ekaterina Yashina, 6–2, 6–2